# Mirsada Emini-Asani
Mirsada Emini-Asani (mac. Мирсада Емини-Aсани; ur. 8 lipca 1965 w Tetowie) – północnomacedońska ginekolożka i położna pochodzenia albańskiego, działaczka Demokratycznego Związku na rzecz Integracji. W wyborach parlamentarnych z lat 2014 i 2016 wybierana do Zgromadzenia Republiki Macedonii, przemianowanego w 2019 roku na Zgromadzenie Republiki Macedonii Północnej.